# SN 1992av
SN 1992av – supernowa typu Ia odkryta 24 sierpnia 1992 roku w galaktyce A174304+6749. W momencie odkrycia miała maksymalną jasność 18,90m.